# Niehniewicze (gmina)
Niehniewicze – dawna gmina wiejska istniejąca do 1939 roku w woj. nowogródzkim (obecnie na Białorusi). Siedzibą gminy było miasteczko Niehniewicze (406 mieszk. w 1921 roku).
W okresie międzywojennym gmina Niehniewicze należała do powiatu nowogródzkiego w woj. nowogródzkim. Po wojnie obszar gminy Niehniewicze wszedł w struktury administracyjne Związku Radzieckiego.